# Mauro-Giuseppe Lepori

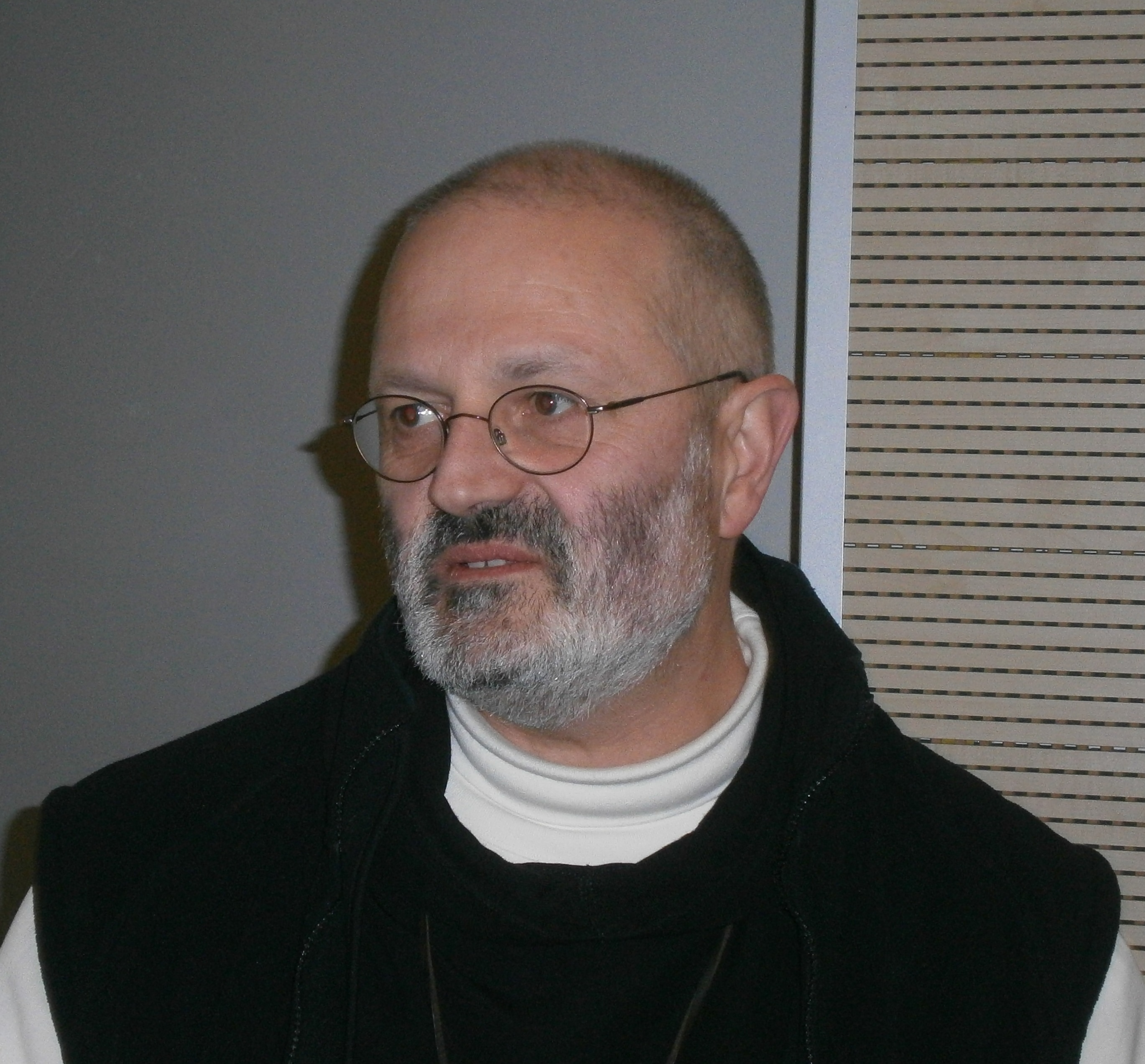
Mauro-Giuseppe Lepori – Varese, Italien, 2015

Wappen als Abt von Hauterive

Mauro-Giuseppe Lepori OCist (* 18. März 1959 in Lugano, Tessin) ist Generalabt der Zisterzienser.

## Leben
Seine Familie zog bald nach seiner Geburt nach Canobbio, wo er aufwuchs. Er studierte Philosophie und Theologie an der Universität Freiburg. 1984 trat er in die Zisterzienserabtei Hauterive ein, die zur Mehrerauer Kongregation gehört. Am 17. Mai 1986 legte er die zeitlichen Gelübde ab, 1989 die feierliche Profess. Nach seiner Priesterweihe am 10. Juni 1990 war Lepori als Novizenmeister tätig. Am 16. Mai 1994 wurde er zum 59. Abt von Hauterive gewählt. Die Benediktion empfing er am 29. Juni 1994.
Er wurde bekannt durch die Publikation mehrerer Bücher und Artikel in verschiedenen Sprachen, durch Vorträge für verschiedene Zielgruppen und die Leitung von Exerzitien. Er gehört nach Einschätzung des Rektors der päpstlichen Benediktinerhochschule in Rom, Bernhard Eckerstorfer, «neben Michael Casey OCSO zu den besten Autoren des gegenwärtigen Mönchtums.»
Am 2. September 2010 wählte ihn das Generalkapitel in Rocca di Papa zum Generalabt des Zisterzienserordens. Sein Nachfolger als Abt von Hauterive wurde am 14. September 2010 Marcus Guilhem de Pothuau. Das Generalkapitel wählte ihn am 10. Oktober 2022 erneut zum Generalabt des Ordens.
Bei der Wahl des Nachfolgers von Vitus Huonder als Bischof von Chur im November 2020 wurde Lepori im „Dreiervorschlag“ des Vatikans genannt, vom Churer Domkapitel jedoch abgelehnt.

## Schriften
italienisch
- L’amato presente. Marietti 2002, ISBN 88-211-6326-1.
- Simone chiamato Pietro Marietti 2004, ISBN 88-211-6337-7.
- Il Mistero è pasquale. Marietti 2006, ISBN 88-211-6345-8.
- Fu invitato anche Gesù. Cantagalli 2006, ISBN 88-8272-269-4.
- Sorpresi dalla gratuità. Cantagalli 2007, ISBN 978-88-8272-321-7.
- La vita si è manifestata. Marietti 2008, ISBN 978-88-211-6934-2.
- Fu invitato anche Gesù. Conversazioni sulla vocazione famigliare. Cantagalli 2010, ISBN 978-88-8272-269-2.
- Simone chiamato Pietro: Sui passi di un uomo alla sequela di Dio. Cantagalli 2015, ISBN 978-88-6879-103-2.

deutsch
- Simon Petrus. Paulusverlag Fribourg 2008, ISBN 978-3-7228-0755-3.
- Simon Petrus. Paulusverlag Fribourg 2009, ISBN 978-3-7228-0753-9.
- Wolfgang Buchmüller (Hrsg.): Von der Freude, sich Gott zu nähern: Beiträge zur cisterciensischen Spiritualität. Be&Be-Verlag, Heiligenkreuz 2010, ISBN 978-3-902694-11-9.
- Auf dem Weg des Lebens. Weisungen aus der Regel des heiligen Benedikt. Be&Be-Verlag, Heiligenkreuz 2016, ISBN 978-3-902694-99-7.